# 요시의 알
《요시의 알》(Mario & Yoshi)은 닌텐도 초기의 퍼즐 게임으로, 1991년 12월 14일 일본에서 발매되었다.